# Sedlec (Kelet-prágai járás)
Sedlec település Csehországban, a Kelet-prágai járásban. Sedlec Bořanovice, Bašť, Klecany és Zdiby településekkel határos. Lakosainak száma 544 fő (2024. január 1.).

## Népesség
A település lakosságának változását az alábbi diagram mutatja:
| Lakosok száma | 135  | 158  | 189  | 115  | 160  | 177  | 344  | 369  | 429  | 544  |
|               | 1869 | 1890 | 1921 | 1950 | 1980 | 2001 | 2017 | 2019 | 2022 | 2024 |